# Michael Feast
Michael Feast, född 25 november 1946 i Brighton, East Sussex, är en brittisk skådespelare.

## Roller i urval
- 1971 – Private road
- 1972 – McVicar
- 1982 – Tecknarens kontrakt
- 1989 – Miss Marple (TV-serie)
- 1997–1999 – I ondskans närhet (TV-serie)
- 1998 – Morden i Midsomer (TV-serie)
- 1998 – Velvet Goldmine
- 1999 – Sleepy Hollow
- 2000 – Don Quijote
- 2006 – Penelope
- 2016 – Game of Thrones (TV-serie)